# Graphania oliveri
Graphania oliveri är en fjärilsart som beskrevs av George Francis Hampson 1911. Graphania oliveri ingår i släktet Graphania och familjen nattflyn. Inga underarter finns listade i Catalogue of Life.